# Eleazar Soria Ibarra
Eleazar Soria Ibarra (Lima, 11 de enero de 1948-Lima, 24 de junio de 2021) fue un futbolista y abogado peruano. Se desempeñaba en la posición de defensa. Formó parte de la notable generación de futbolistas peruanos de los años setenta, junto con Teófilo Cubillas, Héctor Chumpitaz, Hugo Sotil, Roberto Chale, César Cueto, Percy Rojas, Juan José Muñante, Juan Carlos Oblitas, entre otros.

## Biografía
Eleazar Soria nació en La Victoria, Lima, el 11 de enero de 1948. Hijo de Alberto Soria, también jugador de fútbol, y de Victoria Ibarra. Hizo sus estudios primarios en la Escuela n.º 430 Andrés Avelino Aramburú de La Victoria y los secundarios en la Gran Unidad Escolar Alfonso Ugarte de San Isidro. Entre 1972 y 1977, hizo estudios de Derecho en la Universidad Nacional Federico Villarreal, titulándose de abogado.
Eleazar Soria, ya retirado, se dedicó a ser pastor evangélico, pastor general del Centro Cristiano Ciudad del Rey, presidente de la Fraternidad Internacional de Pastores Cristianos y consejero de la Unión Nacional de Iglesias Cristianas Evangélicas del Perú. En las elecciones de 2006, fue candidato al Parlamento Andino; pero se retiró y luego candidato a la presidencia regional de Lima por el partido evangelista Restauración Nacional (RN), del cual fue su secretario de Relaciones Institucionales.

## Trayectoria
A los dieciséis años, fue a probarse a Universitario de Deportes. El profesor Alejandro Heredia estuvo complacido de su actuación, por lo que rápidamente pasó a las divisiones juveniles y luego a la reserva de la U. Debutó en el fútbol profesional en 1966. Desde ese momento, el entrenador Marcos Calderón lo consideró como titular opcional, conquistando varios campeonatos nacionales, llegó a disputar la Copa Libertadores 1972. 
En 1975, viajó a Argentina para jugar por el Independiente de Avellaneda, en donde conquistó la Copa Libertadores de América. Luego retornó al Perú, jugando por Sporting Cristal, entre 1977 y 1981, donde obtiene un bicampeonato bajo la dirección técnica de Marcos Calderón. Su último partido lo juega un 31 de enero de 1982 ante Melgar, de  Arequipa, donde es homenajeado junto a Oswaldo Ramírez en el Estadio Nacional por la última fecha del torneo peruano 1981.

## Selección nacional
Fue internacional con la selección de fútbol del Perú en veintinueve ocasiones. Debutó el 18 de junio de 1972 en un encuentro ante la selección de Venezuela que finalizó con marcador de 1-0 a favor de los peruanos. Su último encuentro con la selección lo disputó el 22 de abril de 1978 en la victoria por 2-1 ante China.

### Participaciones en Copa América
| Copa              | Sede          | Resultado |
| ----------------- | ------------- | --------- |
| Copa América 1975 | Sin sede fija | Campeón   |

## Clubes
| Club                      | País      | Año       |
| ------------------------- | --------- | --------- |
| Universitario de Deportes | Perú      | 1966-1974 |
| C. A. Independiente       | Argentina | 1975-1977 |
| Sporting Cristal          | Perú      | 1977-1981 |

## Palmarés

### Campeonatos nacionales
| Título                    | Club                      | País | Año  |
| ------------------------- | ------------------------- | ---- | ---- |
| Primera división del Perú | Universitario de Deportes | Perú | 1966 |
| Primera división del Perú | Universitario de Deportes | Perú | 1967 |
| Primera división del Perú | Universitario de Deportes | Perú | 1969 |
| Primera división del Perú | Universitario de Deportes | Perú | 1971 |
| Primera división del Perú | Universitario de Deportes | Perú | 1974 |
| Primera división del Perú | Sporting Cristal          | Perú | 1979 |
| Primera división del Perú | Sporting Cristal          | Perú | 1980 |

### Copas internacionales
| Título              | Club                | País      | Año  |
| ------------------- | ------------------- | --------- | ---- |
| Copa Libertadores   | C. A. Independiente | Argentina | 1975 |
| Copa América        | Selección del Perú  | Perú      | 1975 |
| Copa Interamericana | C. A. Independiente | Argentina | 1976 |